# Пекар Олена Василівна
Олена Василівна Пекар (16 травня 1953, с. Синевир, Міжгірський район, Закарпатська область) — українська поетеса, членкиня НСПУ, вчителька.

## Життєпис
Народилась в селі Синевир на Закарпатті.
Закінчила загальноосвітню школу в рідному селі, а потім вступила до Ужгородського державного університету, де отримала вищу освіту з української мови та літератури.
З 1984 року вона працює в Ужгородській лінгвістичній гімназії ім. Тараса Григоровича Шевченка. Членкиня Національної спілки письменників України та літературного об'єднання «Письменники Бойківщини».
Активна учасниця культурного життя Закарпаття, очолює товариство ім. Олени Теліги в Ужгороді та приймає активну участь у різних громадських та культурних ініціативах.

### Твори
- «Доки весни відходили в літо» (2000),
- «Відлік часу» (2003),
- «Каруселі любові» (2006),
- «У долонях сивих гір» (2008).
- «Симфонія життя» (2023).[2]

Книжки для дітей:
- «Про кицю Маркізу» (2011),
- «Ішов лісом їжачок» (2011).
- «Сонечко й лошатко» (2023).[3]

Багато її поезій були включені до різних музичних композицій.
- Композитор Василь Сторонський написав збірки пісень на слова Олени Пекар «Про дівчинку Оленку» (2013) та «У цвітінні сакури» (2014).[4]

## Відгуки на творчість
Лауреат Національної премії імені Тараса Шевченка (1997) Петро Скунць написав передмову до її збірки «Відлік часу» та відзначив, що : 
| В авторки є талант, але вона цьому талантові поки що задає мало роботи. Треба пройнятися свідомістю, що писати вірші – це не менш відповідальне заняття, ніж навчати людей любові до рідного слова. Як поет із офіційним понад сорокарічним стажем мушу сказати дорогій Олені: я досі чорно працюю над удосконаленням своїх писань… Буде в нас почуття літератури – буде почуття держави. Правлять нами сумнівні українці і не сміємо робити сумнівну літературу, в якій вони зацікавлені».[5] |
Про її збірку «Симфонія життя» схвально відгукнувся заслужений художник України Іван Дідик, робота якого «Святкова сюїта» використана в її оформленні: 
| У поезії не може бути випадкового слова, бо це є мистецтво слова. Вірші Олени Пекар фантастичні. Думаю, що буду черпати з її творчості натхнення для своєї творчості. Я люблю творити під класичну музику. Ця поезія як музика.[6] |

## Нагороди
- Відмінник народної освіти.
- Лауреатка конкурсу «Пісня року» Всеукраїнського радіо за пісню «Зорепад» (2004).[7]
- Лауреатка премії імені Августина Волошина (2018).[8]
- Лауреатка премії імені Петра Скунця (2019).[9]
- Лауреатка премії імені Д. Вакарова (2018).[10]
- Переможець конкурсу «Учитель року — 2000».
- Відзнака «За розвиток Закарпаття» (2023).[11]